# موسى الحاج (أسقف)
موسى الحاج هو أبرشي كاثوليكي ماروني لبناني يشغل في الوقت الحالي منصب رئيس أساقفة أبرشية حيفا والأراضي المقدسة والنائب البطريركي في القدس وفلسطين والأردن.

## حياته
وُلد موسى الحاج في 19 فبراير/شباط عام 1954 في بلدة عينطورة التابعة لقضاء كسروان بمحافظة جبل لبنان في لبنان، وانضم إلى الرهبانية الأنطونية المارونية في عام 1972، ثُمّ نذر نذوره في عام 1979، وحصل على الرتبة المقدسة في 14 أغسطس/آب عام 1980. درس موسى الحاج الفلسفة واللاهوت في جامعة القديس توما الأكويني البابوية، كما درس لاهوت الكتاب المقدس في المعهد البيبلي الفرنسيسكاني التابع لجامعة أنطونيانوم البابوية، وحصل على درجة الدكتوراه في الدراسات الشرقية والليتورجيا في المعهد المشرقي البابوي عن أطروحة له بعنوان «دراسة الأماكن التي مرّ بها يسوع منذ أكثر من 2000 سنة». يتحدث موسى الحاج الإنجليزية والفرنسية والإيطالية بالإضافة إلى اللغة العربية، كما يتقن اللغات السريانية واليونانية والآرامية والعبرية التي يُعدّ إتقانها إلزاميًّا لكل باحث في الكتاب المقدس.

## مسيرته المهنية
نال موسى الحاج رسامته الكهنوتية في 14 أغسطس/آب عام 1980، ثُمّ حصل بعد ذلك على عدة رتب في الرسالة الرعوية المارونية في جنوب لبنان حتى عام 1985، وكان رئيساً لإكليريكية القديس أنطونيوس البادواني في الكرمسادي، ثُمّ شغل بعد ذلك عددًا من المناصب في أمرك وكذلك في الجامعة الأنطونية، فكان رئيسًا لدير مار سركيس وباخوس في إهدن وصارورتا في لبنان.
وفي 16 يونيو/حزيران عام 2012، صدّق البابا بنديكتوس السادس عشر بابا الفاتيكان على تعيين موسى الحاج نائبًا بطريركيًا على القدس وفلسطين والأردن، وكذلك رئيسًا لأساقفة حيفا والأراضي المقدسة بعدما انتخبه مجمع أساقفة البطريركية المارونية، ثُمّ سُيّم موسى الحاج في 28 أغسطس/تموز عام 2012 أسقفًا على يد الكاردينال بشارة بطرس الراعي بطريرك أنطاكية الماروني، وكان شركاؤه في الرسامة هم سمير مظلوم أسقف أنطاكية المتقاعد، وجاي بول نجيم أسقف كوريا الفخري في الجبة وصربا وجونيه، وبولس يوسف مطر مطران بيروت، وفرنسيس نيمي بيساري الأسقف الفخري المساعد في الجبة وصربا وجونيه، وبولس نبيل الصياح أسقف أنطاكية، وجوزيف محسن بشارة أسقف أنطلياس الفخري، وسمعان عطا الله أسقف بعلبك - دير الأحمر، وفرانسوا عيد وكيل البطريرك الماروني في الكرسي الرسولي، وإدغار ماضي أسقف أبرشية سيدة لبنان في ساو باولو، وميشال عون أسقف أبرشية الجبيل المارونية الكاثوليكية.
وفي 27 يناير/كانون الثاني عام 2014، عيّن البابا فرنسيس موسى الحاج مدبّراً رسولياً لأبرشية الروم الملكيين الكاثوليك في عكا وحيفا والناصرة وسائر الجليل خلفًا لإلياس شقور بعد استقالته من المنصب. أصبح موسى الحاج عضوًا في اللجنة الكتابية في البطريركية المارونية منذ عام 1993، ثُم أصبح عضوًا في اللجنة الطقوسية في البطريركية المارونية منذ عام 2011.

## التحقيق معه
أوقفت أجهزة الأمن اللبنانية في مركز الناقورة الحدودي الواقع في جنوب لبنان في 18 يوليو/تموز عام 2022 المطران موسى الحاج لدى عودته من الأراضي الفلسطينية المحتلة وصادرت جواز سفره وأوراقه ومساعدات مالية وطبية كان يحملها، وجرى التحقيق معه لساعات بموجب قرار من مفوّضِ الحكومةِ لدى المحكمةِ العسكريِّة حيث اتُهم بنقل الأموال والأدوية من لبنانيين هاربين يقيمون في إسرائيل إلى عائلاتهم وذويهم داخل لبنان، وهو ما استنكرته البطريركيّةُ المارونيّة واعتبرته خروجا عن الأعراف، وهو ما دفع سينودس اساقفة الكنيسة البطريركية المارونية للاجتماع بشكل استثنائي وإصدار بيان للتضامن مع المطران موسى الحاج. وبعد التحقيق معه، أُطلق سراح موسى الحاج بعد تدخل من شخصيات قيادية في الكنيسة المارونية والجهات القضائية والحكومة اللبنانية.